# Diphenylsilan
Diphenylsilan ist eine chemische Verbindung aus der Gruppe der siliciumorganischen Verbindungen.

## Gewinnung und Darstellung
Diphenylsilan kann durch Hydrierung von Dichlordiphenylsilan mit einem Reduktionsmittel, wie Lithiumaluminiumhydrid oder Lithiumhydrid gewonnen werden:
{\displaystyle \mathrm {2\ Cl_{2}Si(C_{6}H_{5})_{2}+\ LiAlH_{4}{\xrightarrow {}}\ 2\ H_{2}Si(C_{6}H_{5})_{2}\ +\ LiCl\ +\ AlCl_{3}} }
Auch durch die elektrochemische Reduktion von Dichlordiphenylsilan an einer Quecksilberelektrode in 1,2-Dimethoxyethan kann Diphenylsilan hergestellt werden. Daneben lässt sich Diphenylsilan aus durch Reaktion von Phenylsilan mit den Grignard-Reagenz Phenylmagnesiumbromid bei erhöhter Temperatur in Tetrahydrofuran als Lösungsmittel herstellen:
{\displaystyle \mathrm {(C_{6}H_{5})SiH_{3}\ {\xrightarrow[{}]{(C_{6}H_{5})MgBr}}(C_{6}H_{5})_{2}SiH_{2}} }

## Eigenschaften
Im Vergleich zur äquivalenten Kohlenwasserstoffverbindung Diphenylmethan ist Diphenylsilan deutlich leichter oxidierbar und reagiert mit Metalloxiden, wie Quecksilber(II)-oxid, unter Bildung des entsprechenden Diphenylsilandiols:
{\displaystyle \mathrm {H_{2}Si(C_{6}H_{5})_{2}+2\ HgO{\xrightarrow[{Toluol}]{-80\,{}^{\circ }C}}\ (HO)_{2}Si(C_{6}H_{5})_{2}\ +2\ Hg} }
Silane, wie Diephenylsilan, sind im Wesentlichen stabil gegenüber Hydrolyse. Aber in Gegenwart von sauren und basischen Katalysatoren, wie Triethylamin oder Kalilauge wird es  unter Wasserstoffentwicklung zum Silandiol umgewandelt:
{\displaystyle \mathrm {H_{2}Si(C_{6}H_{5})_{2}+2\ H_{2}O{\xrightarrow[{}]{Katalysator}}\ (HO)_{2}Si(C_{6}H_{5})_{2}\ +2\ H_{2}} }

## Verwendung
Mit elementarem Schwefel reagiert Diphenylsilan unter Bildung des heterocyclischen 6-Rings Hexaphenylcyclotrisilthian.
{\displaystyle \mathrm {3\ H_{2}Si(C_{6}H_{5})_{2}+6\ S{\xrightarrow {}}\ \ S_{3}(Si(C_{6}H_{5})_{2})_{3}\ +3\ H_{2}S} }

## Sicherheitshinweise
Der Flammpunkt von Diphenylsilan liegt bei 98 °C.